# Adolf Weißler
Adolf Weißler (* 16. Oktober 1855 in Leobschütz, Schlesien; † 25. Juni 1919 in Halle (Saale)) war ein deutscher Jurist, Notar und Rechtsanwalt.

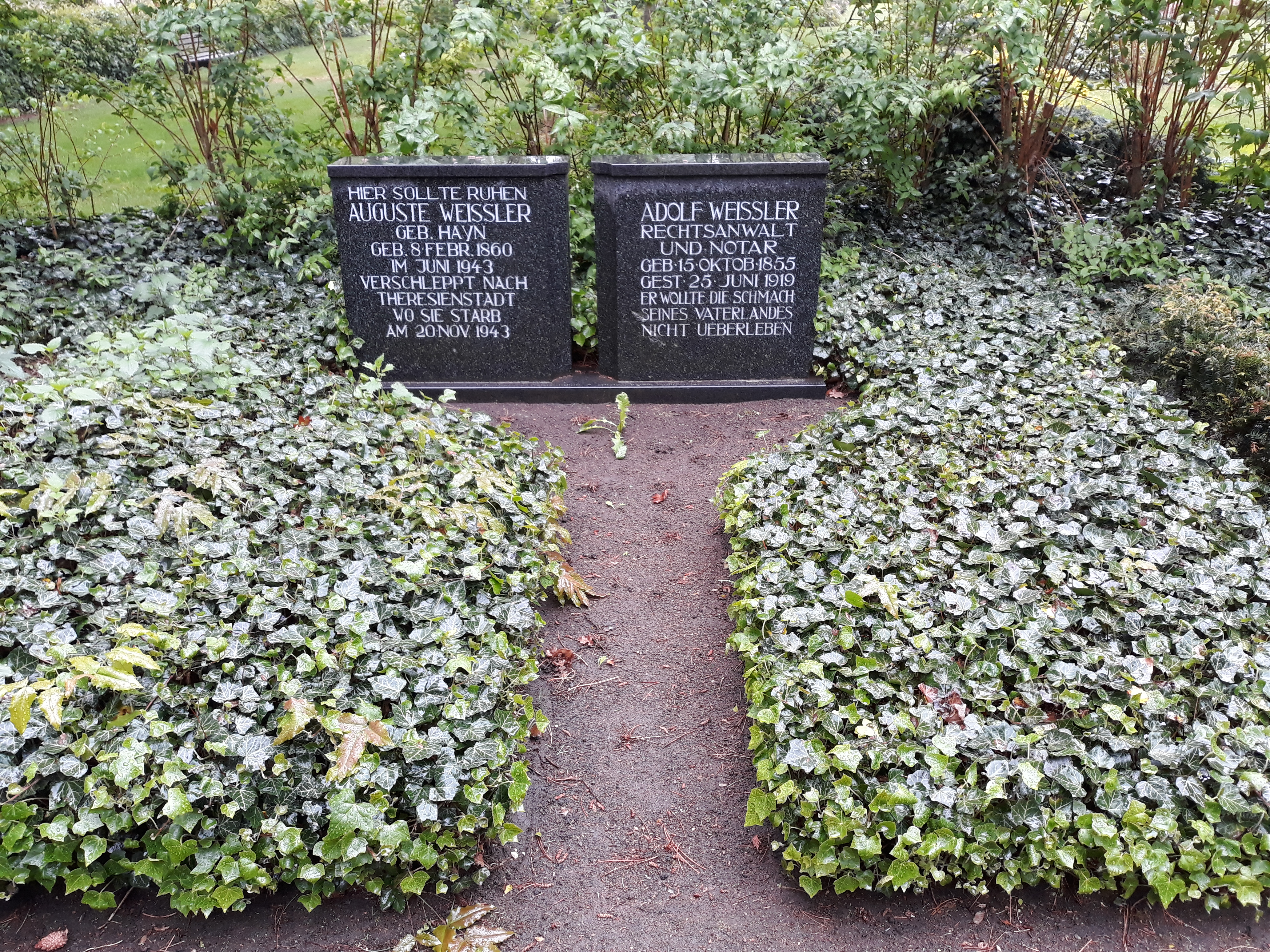
Das Grab von Adolf Weißler mit Gedenkstein für seine Ehefrau Auguste auf dem Gertraudenfriedhof in Halle.

## Leben und Wirken
Adolf Weißler wurde 1855 als jüngstes Kind der Tuchhändler Salomon und Rosalie Weißler (geb. Hayn) im schlesischen Leobschütz geboren. Der Großvater Nathan Weißler war Rabbiner in Myslowitz (heute Mysłowice). Nach dem Abitur am Gymnasium in Leobschütz studierte Weißler von 1873 bis 1876 Rechtswissenschaften an der Friedrich-Wilhelms-Universität Berlin, gegen den Willen der Eltern, die ihn gern als Nachfolger im Rabbinat gesehen hätten. Nach vier Jahren Referendariat und Staatsprüfung ließ er sich ab 1882 in Königshütte als Rechtsanwalt nieder, eine Tätigkeit, die ihn weder ausreichend finanziell versorgen konnte, noch ihn zufriedenstellte. Der Zugang zu dem ersehnten Richteramt wurde ihm – nach seiner eigenen Darstellung – auf Grund seiner jüdischen Herkunft verwehrt. 1887 erhielt er in Königshütte ein Notariat. 1883 heiratete er seine Kusine Auguste Hayn, mit der er drei Söhne hatte, darunter den 1937 in dem KZ Sachsenhausen ermordeten Juristen Friedrich Weißler.
Weißler wandte sich früh vom Judentum ab, da er sich nicht mit den strengen Ritualen und dem Gedanken an einen strafenden Gott identifizieren konnte. Zwar tat er selbst nicht den entscheidenden Schritt zur Taufe, ließ jedoch seine drei Söhne ohne Wissen seiner Familie schon als Kinder taufen. Er besuchte nie eine Synagoge, hielt keinen der alten Bräuche und Festtage und empfand das Judentum als eine Last, die er nicht abschütteln konnte.
1893 zog die Familie nach Halle an der Saale. Weißler war dabei vor allem der Zugang zur Universitätsbibliothek für seine schriftstellerische Tätigkeit wichtig. Hier wirkte er zunächst als Rechtsanwalt, ab 1899 auch als Notar. Außerdem publizierte er zu Themen des Rechtsgebietes und befasste sich schriftstellerisch auch mit der Frage des Zionismus bzw. der Integration der Mitbürger jüdischen Glaubens in Deutschland. In einem in einer juristischen Fachzeitschrift veröffentlichten Aufsatz (1900) sowie einem unter dem Pseudonym Benedictus Levita 1912 erschienenen utopischen Roman Der König von Juda vertrat er einen dem Zionismus gegenüber kritischen Standpunkt und stellte als Ideal einen Staat vor, der sich durch Glaubensfreiheit und Toleranz auszeichnet, besonders zwischen Muslimen, Juden und Christen, aber auch zwischen orthodoxen und liberalen Juden. Beide Publikationen wurden kritisch aufgenommen und fanden, trotz der offenbar am Geschmack der breiten Masse der Bevölkerung ausgerichteten Gestaltung des Romans, keine große Verbreitung.
Den Ersten Weltkrieg verfolgte Weißler von Anfang an mit „vaterländischer Anteilnahme“. Im August 1914 legte er im Anschluss an die Familiengeschichte ein Kriegs-Tagebuch an. Als sich das Ende des Krieges abzeichnete, wuchs bei Weißler die Verzweiflung. Sie verstärkte sich noch unter dem Eindruck der Versailler Friedensverhandlungen. Mit Bezug auf diese notierte er am 24. Juni 1919: „Man hat bedingungslos angenommen. Nein, ich ertrage dieses Leben nicht.“ Einer Todesfallmitteilung der Kriminalpolizei der Stadt Halle zufolge erschoss sich Weißler am 25. Juni 1919 auf der Peißnitzspitze.

## Adolf Weißler als Jurist und als juristischer Schriftsteller
Seinen Lebensunterhalt verdiente Adolf Weißler als Rechtsanwalt und Notar, zunächst in Königshütte, ab 1893 in Halle an der Saale. Neben seinem Alltag in den beiden juristischen Berufsrollen beschäftigten ihn in erheblichem Umfang rechts- und berufsgeschichtliche Themen, denen er sich in zahlreichen Aufsätzen und in mehreren, bis in die Gegenwart zitierten Monographien widmete. Hinzu kam sein langjähriges berufspolitisches Wirken in dem von ihm im Jahr 1900 mitgegründeten Deutschen Notarverein (DNotV) und in der Leitung einer im Jahr 1907 in Halle an der Saale gegründeten und noch heute bestehenden Versorgungseinrichtung für Rechtsanwälte und Notare.
Zu den von Adolf Weißler verfassten und herausgegebenen Schriften gehören „Das preußische Notariat im Geltungsgebiete der Allgemeinen Gerichts-Ordnung: unter Benutzung der gesetzgeberischen Vorarbeiten zu den beiden Gesetzen vom 11. Juli 1845“, Berlin 1888 (X und 588 S.); „Die Umbildung der Anwaltschaft unter Friedrich dem Großen. Zugunsten der Hilfskasse für Deutsche Rechtsanwälte“, Königshütte 1891 (166 S.); „Das Notariat der Preußischen Monarchie“, Leipzig 1896 (LXXXIX und 461 S.); die Sammlung „Preußisches Landesprivatrecht“, Band 1, Leipzig 1897 (X und 592 S.); Band 2 dieser Sammlung, Leipzig 1901 (IV und 750 S.); der „Kommentar zum Reichsgesetz über die Angelegenheiten der freiwilligen Gerichtsbarkeit vom 17. Mai 1898“, Berlin 1900 (VI und 770 S.); die „Reform der vorbeugenden bürgerlichen Rechtspflege in Österreich“, Wien 1900 (VIII und 166 S.); „Das deutsche Nachlassverfahren“, Berlin 1900 (VII und 493 S.); die umfangreiche „Geschichte der Rechtsanwaltschaft“, Leipzig 1905 (VIII und 623 S.); die 55 Seiten umfassende Schrift „Zur Geschichte des Preußischen Notariats“, Freiburg (Baden) 1914; sowie das „Formularbuch für freiwillige Gerichtsbarkeit“, Berlin 1921 (Hauptband XVI und 336 S.), in das nach dem Tod von Adolf Weißler 1919 bereits sein Sohn Friedrich Weißler als Bearbeiter einbezogen war. Schon 1905 schrieb Adolf Weißler in seinem Tagebuch mit Blick auf sein literarisches Werk, dass er „der Geschichtsschreiber der Rechtsanwaltschaft“ geworden sei.
Zu den erwähnten Monographien, Kommentaren und Gesetzessammlungen kommt eine Vielzahl von Zeitschriftenbeiträgen zu notar- und anwaltsrechtlichen Themen in der „Deutschen Notariats-Zeitung“ (DNotZ), der „Juristischen Wochenschrift“ (JW), der „Deutschen Juristen-Zeitung“ (DJZ) sowie der „Deutschen Rechtsanwalts-Zeitung“ (DRAZ). Aufgelistet sind die Aufsätze mit Titel, Erscheinungsort und -jahr in der biografischen Dokumentation von Wolf-George Harms, „Adolf Weißler. Rechtsanwalt – Notar – Justizrat, 1855-1919“, S. 41–44.
Neben seiner beruflichen Praxis als Rechtsanwalt und Notar und neben seiner schriftstellerischen Tätigkeit hat Adolf Weißler bis zu seinem Tod 1919 in berufspolitischer Hinsicht nachhaltig für die Entwicklung des Notariats und der Anwaltschaft in Preußen und im Deutschen Reich gewirkt. Drei Tätigkeitsfelder sind in diesem Zusammenhang zu erwähnen: die Vorstandstätigkeit im Deutschen Notarverein, die Verantwortung für die Leitung der Zeitschrift des Deutschen Notarvereins, die Leitung der von Geheimer Justizrat D. theol. h.c. Curt Elze 1907 in Halle an der Saale gegründeten „Ruhegehalts-, Witwen- und Waisenkasse für deutsche Rechtsanwälte“.
Nach der Auflösung des ersten, 1871 gegründeten Deutschen Notar-Vereins im Jahr 1899 entwarf Adolf Weißler die Satzung des im Jahr 1900 in Bamberg neu gegründeten „Deutschen Notarvereins“ (abgedruckt ist die Satzung vom 11. September 1900 in der Zeitschrift des Deutschen Notarvereins, Halle a. S. 1901, S. 6–9). Erreicht werden sollte der Vereinszweck nach § 3 Buchst. a) der Satzung durch die Herausgabe einer Zeitschrift. Sie sollte nach § 5 der Satzung jedem Vereinsmitgliede kostenfrei geliefert werden und alle Bekanntmachungen des Vereins, insbesondere die Berufung der Notartage, anzeigen. Nach § 11 der Satzung gehörte Adolf Weißler dem siebenköpfigen Vorstand des Vereins an. „Sofort nach der Beschlußfassung über die Satzung“ wählte der Vorstand den Rechtsanwalt und Notar „Weißler-Halle“ zum Schriftführer und Leiter der Zeitschrift. In beiden Funktionen, als Vorstandsmitglied und als Schriftleiter der „Zeitschrift des Deutschen Notarvereins“ (DNotV) wirkte Adolf Weißler gestaltend und einflussreich bis zu seinem Tod im Juni 1919. In zahlreichen Leitartikeln und kommentierenden Beiträgen in der DNotV begleitete er die Entwicklung der Praxis des Notariats in den ersten beiden Jahrzehnten des 20. Jahrhunderts.
Zur Berufswelt der Anwälte und Notare gehören ihre soziale Absicherung für das Alter und die Versorgung der Familie im Falle des Todes. Tragende Bedeutung hierfür hatte die im Jahr 1907 in Halle an der Saale gegründete „Ruhegehalts-, Witwen- und Waisenkasse für deutsche Rechtsanwälte und Notare“, der Adolf Weißler vom Gründungsjahr bis zu seinem Tod im Jahr 1919 vorstand (siehe hierzu Wilhelm Schweer, 25 Jahre Deutsche Anwaltversicherung 1907–1932. Zur Erinnerung an das 25jährige Bestehen der Ruhegehalts-, Witwen- und Waisenkasse für deutsche Rechtsanwälte und Notare zu Halle a.d.S., Halle 1932). Aus dieser Versorgungskasse ist nach mehreren Übernahmen die heutige „Deutsche Anwalt- und Notarversicherung“ (DANV) hervorgegangen.
Bestimmend für das Leben des Rechtsanwalts und Notars Adolf Weißler war die Verknüpfung von theoretischen und rechtswissenschaftlichen Interessen mit tatkräftigem und geschicktem Wirken für die Förderung der beruflichen Organisation von Notaren und Rechtsanwälten. In seinem Nachruf auf ihn fasste der Notar Hermann Oberneck aus Berlin, der Nachfolger in der Schriftleitung der DNotV, die beiden Seiten der Lebensleistungen von Adolf Weißler in der Deutschen Notarzeitschrift 1919, S. 278–285, treffend zusammen: „Er war kein bloßer Stubengelehrter, sondern hatte einen offenen und weiten Blick für die Bedürfnisse der Praxis, für Standesfragen und für Fragen der sozialen Fürsorge seiner Berufsgenossen.“

## Veröffentlichungen zum Thema Recht
- Das preußische Notariat im Geltungsgebiete der Allgemeinen Gerichts-Ordnung. 1888.
- Die Umbildung der Anwaltschaft unter Friedrich dem Großen. (Zu Gunsten der Hilfskasse für Deutsche Rechtsanwälte). Königshütte 1891 (Digitalisat).
- Das Notariat der preußischen Monarchie. Verlag C. E. M. Pfeffer, Leipzig 1896 (Digitalisat).
- Preussisches Landesprivatrecht: Sammlung der neben dem Bürgerlichen Gesetzbuche in Kraft bleibenden Quellen des preußischen Privatrechts, mehrere Bände. Verlag C. E. M. Pfeffer, Leipzig, ab 1897 (Digitalisat).
- Das deutsche Nachlassverfahren. 1900.
- Formularbuch für Freiwilligen Gerichtsbarkeit. ab 1900.
- Geschichte der Rechtsanwaltschaft. Verlag C. E. M. Pfeffer, Leipzig, 1905 (Digitalisat).
- Die Rechtsanwaltschaft. In: Handbuch der Politik, Berlin und Leipzig 1914